# Viaduc de Ponto
Le viaduc de Ponto, a été construit par Louis Harel de la Noë pour les chemins de fer des Côtes-du-Nord. Situé à Étables-sur-Mer, il fut utilisé par la ligne de Saint-Brieuc à Plouha.

## Description
Ses caractéristiques principales sont :
- Huit arches ;
- Longueur totale : 91 m ;
- Hauteur : 13,4 m.

Les matériaux utilisés :
Granite; schiste; moellon sans chaîne en pierre de taille; brique; béton.

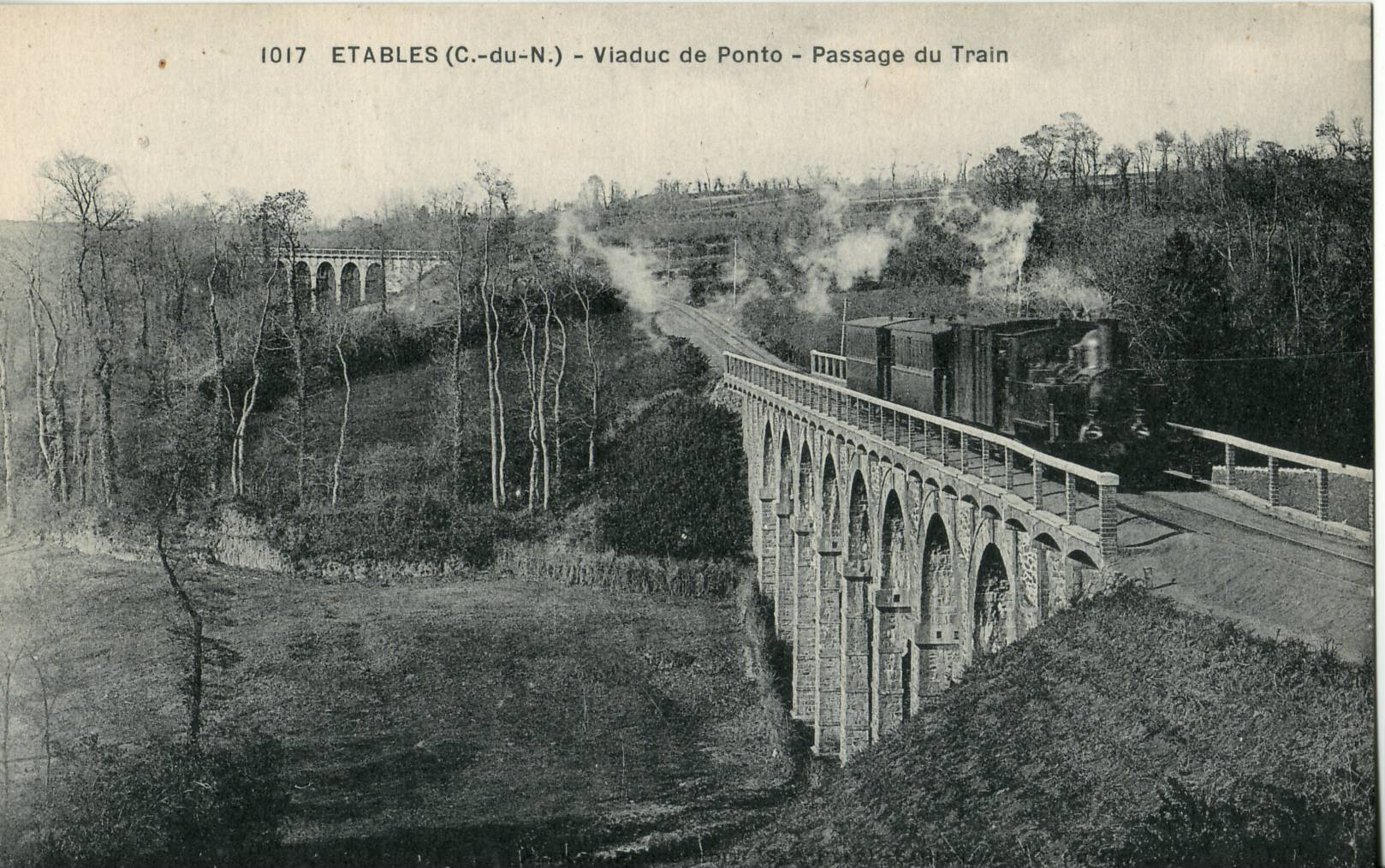

Le viaduc a été démoli en octobre 1988 lors de la construction du port de plaisance de Saint-Quay-Portrieux pour faciliter le passage des camions de matériaux[réf. nécessaire].